# Samuel Holloway
Samuel Holloway (* 1981 in Auckland) ist ein neuseeländischer Komponist.

## Leben
Holloway studierte bei John Elmsly und Eve de Castro-Robinson an der Universität Auckland. Er lehrte an der Universität Auckland und unterrichtet derzeit am Unitec Institute of Technology in Auckland. Er war von 2007 bis 2008 Composer in Residence an der Lilburn Residence in Thorndon. Er ist Mitglied der Composers Association of New Zealand. Seine Musik wurde u. a. vom New Zealand Symphony Orchestra, New Zealand Trio, Luxembourg Sinfonietta, Stroma New Music Ensemble und 175 East aufgeführt.

## Auszeichnungen
- 2006: Composers Association of New Zealand Trust Fund Award
- 2007: ACL Yoshiro IRINO Memorial Prize
- 2007: ACL Young Composers Awards
- 2008: APRA Professional Development Award